# Gaußsches Maß
Als gaußsche Maße bezeichnet man eine spezielle Klasse der Borel-Maße und zugleich die der Normalverteilung zugrundeliegenden Maße. Der Begriff wird insbesondere auf unendlichdimensionale Räume ausgedehnt. Separable Banachräume mit gaußschen Maße und einem darin dicht eingebetteten Hilbertraum nennt man abstrakte Wienerräume, welche von Leonard Gross eingeführt wurden. Jedoch betrachtete schon Norbert Wiener in seiner ursprünglichen Arbeit einen unendlichdimensionalen Raum mit einem gaußschen Maß, allerdings für reelle Funktionen über dem Einheitsintervall, siehe klassischer Wiener-Raum.
Die Theorie der gaußschen Maße liegt zwischen der Stochastik, der Maßtheorie und der Funktionalanalysis. Sie hat unter anderem Anwendungen im Malliavin-Kalkül, der Quantenfeldtheorie, der Finanzmathematik sowie der statistischen Physik.

## Analysis auf unendlichdimensionalen Räumen
Damit man die Analysis von {\displaystyle \mathbb {R} ^{n}} auf unendlichdimensionalen Räumen fortsetzen kann, muss man beachten, dass im Allgemeinen auf solchen Räumen kein sinnvolles unendlichdimensionales Lebesgue-Maß existiert. Mit dem Lemma von Riesz lässt sich auf separablen Banach-Räumen zeigen, dass das einzige translationsinvariante Borel-Maß, welches den offenen Kugeln {\displaystyle B_{r}(x)} ein endliches Maß zuordnet, das triviale Null-Maß ist.
Damit der Raum gute topologische Eigenschaften hat, möchte man in der Regel aber gerade einen separablen Banachraum betrachten. Auf solchen Räumen lässt sich ein gaußsches Maß definieren. Viele der Resultate über gaußsche Maße auf Banachräumen lassen sich allerdings auch direkt auf lokalkonvexe Räume verallgemeinern.
Die Maßtheorie in topologischen Vektorräumen beschäftigt sich mit der Maßtheorie in unendlichdimensionalen Räumen.

## Gaußsche Maße

### Gaußsche Maße aufℝ
Ein borelsches Wahrscheinlichkeitsmaß {\displaystyle \gamma } auf {\displaystyle \mathbb {R} } nennt man gaußsches Maß mit Varianz {\displaystyle \sigma ^{2}\geq 0}, falls
- im Fall {\displaystyle \sigma ^{2}>0} für jede Borelmenge {\displaystyle B\in {\mathcal {B}}(\mathbb {R} )} gilt

{\displaystyle \gamma _{a,\sigma ^{2}}(B)={\frac {1}{\sqrt {2\pi \sigma ^{2}}}}\int _{B}\mathrm {e} ^{-{\frac {(x-a)^{2}}{2\sigma ^{2}}}}\lambda (\mathrm {d} x)}.
wobei {\displaystyle \lambda } das Lebesgue-Maß bezeichnet.
- im Fall {\displaystyle \sigma ^{2}=0} es das Dirac-Maß {\displaystyle \gamma =\delta _{a}} ist.

Man nennt ein gaußsches Maß
- zentriert, wenn {\displaystyle a=0} gilt.
- standard oder kanonisch, wenn {\displaystyle a=0} und {\displaystyle \sigma ^{2}=1} gilt.
- degeneriert, wenn {\displaystyle \sigma ^{2}=0} gilt.[1]

### Gaußsche Maße aufℝd
Ein borelsches Wahrscheinlichkeitsmaß {\displaystyle \gamma ^{(d)}} auf dem Skalarproduktraum {\displaystyle (\mathbb {R} ^{d},\langle \cdot ,\cdot \rangle )} nennt man {\displaystyle d}-dimensionales gaußsches Maß, falls seine charakteristische Funktion von der Form
{\displaystyle {\widehat {\gamma }}^{(d)}(x)=\exp \left(i\langle x,a\rangle -{\frac {1}{2}}\langle Kx,x\rangle \right),\quad a\in \mathbb {R} ^{d}}
ist, wobei {\displaystyle K} eine symmetrische, positiv semidefinite Matrix ist.

#### Äquivalente Formulierung
Man nennt ein Borel-Maß {\displaystyle \gamma ^{(d)}} ein gaußsches Maß auf {\displaystyle \mathbb {R} ^{d}}, falls für jedes lineare Funktional {\displaystyle f} auf {\displaystyle \mathbb {R} ^{d}} das Bildmaß {\displaystyle \gamma ^{(d)}\circ f^{-1}} ein gaußsches Maß auf {\displaystyle \mathbb {R} } ist.

### Gaußsche Maße auf separablen topologischen Vektorräumen
Sei {\displaystyle E} ein separabler topologischer Vektorraum, {\displaystyle E'} sein topologischer Dualraum und {\displaystyle \gamma } ein Borel-Wahrscheinlichkeitsmaß auf {\displaystyle E}. Dann ist {\displaystyle \gamma } ein gaußsches Maß, falls für jedes stetige lineare Funktional {\displaystyle f\in E'} die Abbildung {\displaystyle f:E\to \mathbb {R} ,\,x\mapsto \langle x,f\rangle } eine gaußsche Zufallsvariable ist.
Das heißt also, {\displaystyle \gamma } ist ein gaußsches Maß auf der borelschen σ-Algebra {\displaystyle {\mathcal {B}}(E)}, falls für jedes stetige lineare Funktional {\displaystyle f\in E'} das Bildmaß {\displaystyle (f^{*}\gamma ):=\gamma \circ f^{-1}} ein gaußsches Maß auf {\displaystyle \mathbb {R} } ist, das heißt {\displaystyle (f^{*}\gamma ):{\mathcal {B}}(\mathbb {R} )\to [0,1]}.

### Gaußsche Maße auf lokalkonvexen Räumen
Sei {\displaystyle X} ein lokalkonvexer Vektorraum und {\displaystyle {\mathcal {E}}(X,X')} die zylindrische σ-Algebra, d. h., die σ-Algebra wird durch {\displaystyle X'} erzeugt, dann ist {\displaystyle \gamma } ein gaußsches Maß auf {\displaystyle X}, falls für jedes stetige lineare Funktional {\displaystyle f\in X'} das Bildmaß {\displaystyle (f^{*}\gamma ):=\gamma \circ f^{-1}} ein gaußsches Maß auf {\displaystyle \mathbb {R} } ist.

#### Gaußsche Maße auf allgemeinen linearen Räumen
Sei {\displaystyle E} ein Vektorraum, {\displaystyle F} ein Raum von linearen Funktionen, welche die Punkte in {\displaystyle E} separieren und {\displaystyle {\mathcal {E}}(E,F)} die zylindrische σ-Algebra. Dann ist {\displaystyle \gamma } ein gaußsches Maß, falls für jedes {\displaystyle f\in F} die Abbildung {\displaystyle \gamma \circ f^{-1}} ein gaußsches Maß auf {\displaystyle \mathbb {R} } ist. Man kann zeigen, dass diese Definition äquivalent zur Definition auf lokalkonvexen Räumen ist.

#### Eigenschaften
- Sei {\displaystyle X} ein lokalkonvexer Raum mit gaußschem Maß {\displaystyle \gamma } und {\displaystyle f\in X'}, dann hat die Fourier-Transformation von {\displaystyle \gamma } folgende Form:

{\displaystyle {\hat {\gamma }}(f)=\mathrm {e} ^{iL(f)-{\frac {1}{2}}B(f,f)}},
wobei {\displaystyle L} ein lineares Funktional ist und {\displaystyle B} eine symmetrische Bilinearform auf {\displaystyle X'}, so dass die quadratische Form {\displaystyle f\mapsto B(f,f)} positiv ist. {\displaystyle B} ist der Kovarianzoperator.
- Seien {\displaystyle (X_{1},\mu _{1})} und {\displaystyle (X_{2},\mu _{2})} zwei lokalkonvexe Räume mit jeweils einem gaußschen Maß, dann ist das Produkt-Maß {\displaystyle \mu _{1}\otimes \mu _{2}} ein gaußsches Maß auf {\displaystyle X_{1}\times X_{2}}. Falls {\displaystyle X_{1}=X_{2}}, dann ist auch die Konvolution {\displaystyle \mu _{1}*\mu _{2}} ein gaußsches Maß.[3]

#### Radon-Gauß-Maß
Sei {\displaystyle X} ein lokalkonvexer Vektorraum mit borelscher σ-Algeba {\displaystyle {\mathcal {B}}(X)} und {\displaystyle \gamma } einem Radon-Maß darauf. Dann ist {\displaystyle \gamma } ein Radon-Gauß-Maß, falls die Restriktion von {\displaystyle \gamma } auf die zylindrische σ-Algebra {\displaystyle {\mathcal {E}}(X,X')} ein Gauß-Maß ist.
Nicht jedes Gauß-Maß ist auch ein Radon-Maß. Sei {\displaystyle \ell ^{\infty }} der Folgenraum der beschränkten Folgen und {\displaystyle {\ell ^{\infty }}'} sein topologischer Dualraum. David Fremlin und Michel Talagrand konstruierten ein Gauß-Maß auf der zylindrischen σ-Algeba {\displaystyle {\mathcal {E}}(\ell ^{\infty },{\ell ^{\infty }}')}, welches den geschlossenen Bällen mit Radius {\displaystyle 1} das Maß {\displaystyle 0} zuordnet und deshalb nicht Radon ist.

## Beispiele

### Klassisches Wiener-Maß
Sei {\displaystyle C_{0}(\mathbb {R} ,\mathbb {R} ^{n})} der Raum aller stetigen Pfade {\displaystyle \xi \colon [0,\infty )\to \mathbb {R} ^{n}} mit der Eigenschaft {\displaystyle \xi (0)=0} und {\displaystyle \lim \limits _{t\to \infty }{\big |}{\tfrac {\xi (t)}{t}}{\big |}=0} ausgestattet mit der Borel-σ-Algebra {\displaystyle {\mathcal {B}}(C_{0}(\mathbb {R} ,\mathbb {R} ^{n}))}. Man kann zeigen, dass {\displaystyle C_{0}(\mathbb {R} ,\mathbb {R} ^{n})} ein separabler Banachraum ist.
Dann existiert darauf ein eindeutiges Maß, welches Wiener-Maß genannt wird und die {\displaystyle \mathbb {R} ^{n}}-dimensionale brownschen Bewegung erzeugt.

### Weitere Beispiele
- Sei {\displaystyle \gamma _{n}:=\gamma _{0,1}} für alle {\displaystyle n} ein Standard-gaußsches Maß auf {\displaystyle \mathbb {R} }, dann ist das Produktmaß

{\displaystyle \gamma ^{(\infty )}=\bigotimes \limits _{n=1}^{\infty }\gamma _{n}}
ein zentriertes gaußsches Maß auf {\displaystyle \mathbb {R} ^{\infty }}.
- Sei {\displaystyle X} ein lokalkonvexer Raum mit gaußschem Maß {\displaystyle \gamma } und weiter sei {\displaystyle T=X'}. Wir definieren die Einbettung {\displaystyle i\colon X\to \mathbb {R} ^{T}} durch {\displaystyle i(x)(f):=f(x)} für jedes {\displaystyle f\in T}. Dann ist das Bild von {\displaystyle \gamma } unter {\displaystyle i} ein gaußsches Maß auf {\displaystyle \mathbb {R} ^{T}}.